# Carlos Ortúzar
Carlos Ortúzar Worthington (Santiago, 17 de marzo de 1932-25 de abril de 1985) fue un artista y académico chileno. Es reconocido por ser un precursor en el cruce entre arte y ciencia.

## Biografía
Siendo el mayor de tres hermanos, Carlos Ortúzar Worthington nació el 17 de marzo de 1932 en la ciudad de Santiago. Realizó estudios en teatro, derecho y filosofía. Ingresó a la Escuela de Bellas Artes de la Universidad de Chile en 1956, donde tuvo como maestros a Gustavo Carrasco, Marta Colvin y Gregorio de la Fuente.
En 1964 ganó la Beca Fulbright para realizar estudios en el Pratt Institute y en el The New School of Social Research de Nueva York, lugar en el que estuvo cerca de tres años. En 1970 volvió por algunos meses a Estados Unidos al MIT Program in Art, Culture and Technology gracias a una beca "invitación", en donde experimentó "una mayor aproximación a las ciencias, la cibernética y la física, conocimientos que luego aplicará a su producción artística".

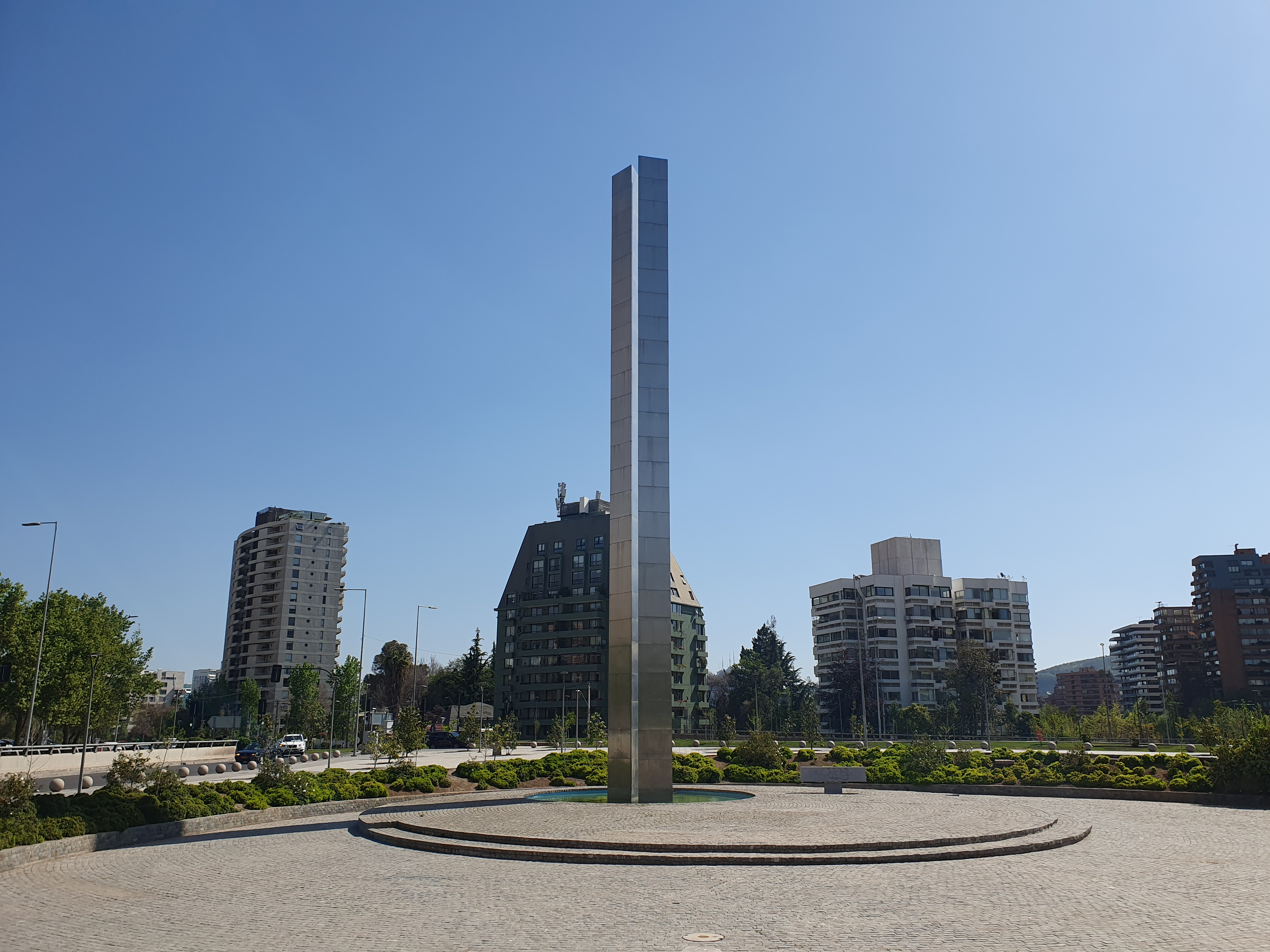
Monumento a René Schneider en Las Condes, Santiago

En 1970 fue uno de los ganadores —junto a Iván Vial y Eduardo Martínez Bonati— del concurso para diseñar el mural del paso bajo nivel Santa Lucía. En 1972 fue invitado por el pintor Félix Martínez Bonati para realizar una obra en la plaza del edificio de la UNCTAD III, actual Centro Cultural Gabriela Mistral en Santiago. La pieza se tituló “El Cuarto mundo”.
Tras el Golpe de Estado en Chile de 1973, Ortúzar se autoexilió en Barcelona, donde trabajó como profesor de Volumen en el Centro Universitario de Diseño y Arte de Barcelona (EINA). Cinco años más tarde regresó a Chile, ejerciendo como profesor en la Escuela de Bellas Artes y en la Facultad de Arquitectura de la Universidad de Chile y en otras universidades privadas como la Universidad Central de Santiago.
Falleció en Santiago de Chile en abril de 1985.

## Estilo
Su obra temprana ha sido descrita como "marcada por la pintura matérica en donde proyecta temáticas como el paisaje, las leyendas tradicionales y la arqueología chilena".
En su estadía en Estados Unidos entró en contacto con nuevos materiales como los polímeros y nuevas ciencias, por ejemplo, la cibernética, "elementos que tendrán una fuerte impronta en su visión del arte". Debido a esto y a la experimentación con nuevas materialidades es que Carlos Ortúzar se le considera un artista precursor en establecer relaciones entre arte y ciencia.

## Monumento a René Schneider
En 1971 el Congreso Nacional de Chile autorizó la construcción de un monumento en honor al general René Schneider, quien había sido asesinado por un grupo de extrema derecha el año anterior.
Ese mismo año, Ortúzar obtuvo el primer premio del concurso del hito en la comuna de Las Condes en Santiago. El proyecto tomó tres años en ser construido.

## Archivo Carlos Ortúzar
En 2022 el Museo de la Solidaridad Salvador Allende en Santiago lanzó el Archivo Digital Carlos Ortúzar, un acervo que contiene 388 piezas documentadas recopiladas por el propio Ortúzar en vida.